# Corts de Montsó (1362-1363)
Les Corts de Montsó de 1362-1363, Corts Generals de la Corona d'Aragó, foren convocades per Pere el Cerimoniós, a Perpinyà estant, el 10 d'octubre de 1362, per a celebrar-se el 10 de novembre a Montsó, amb l'objectiu d'aconseguir ràpidament recursos per a fer front a la nova fase de la guerra amb Castella, coneguda com la guerra dels dos Peres, després de la ruptura de la pau de Deza-Terrer.
Aquestes Corts, amb la implantació d'un nou impost indirecte, les generalitats, que es mantindrà fix en tots els capítols de donatiu de les Corts posteriors; seran el precedent de la institucionalització de les Diputacions del General en els territoris de la Corona. La gestió i control d'aquest impost, i dels altres tipus d'imposicions, exigirà la creació d'uns òrgans administratius, que aniran consolidant-se i exercint noves prerrogatives.

## El subsidi
El 10 de novembre no és possible el començament de les Corts, i després d'una pròrroga, el 23 de novembre el rei realitza la proposició davant els assistents a les Corts. Amb aquest parlament el rei intenta aconseguir l'adhesió de l'assemblea i crear un espèrit unit, anti-castellà, comença indicant les dificultats dels seus súbdits davant l'avanç de l'exèrcit castellà per terres aragoneses i conclou el discurs amb una angoixant petició d'auxili per a recuperar el territori ocupat i fer pagar a Pere I de Castella la seva iniqua acció.
En les primeres sessions són elegits els tractadors encarregats d'establir el muntant del subsidi i el repartiment entre els diferents regnes, però passen més de dos mesos sense arribar a un acord. En aquest període els braços militar i eclesiàstic de Catalunya, i dels regnes de València i Mallorca, demanen al rei, afectats personalment o els seus vassalls quan acudien a llocs de reialenc, que cessen les imposicions i que el rei no autoritze nous impostos indirectes en les ciutats i viles reials. Aquests impostos s'havien convertit en un recurs habitual i necessari per al funcionament de les hicendes locals, i els llocs de reialenc demanaren al rei una postura clara. Així, el 18 de gener de 1363 es publicaven tres privilegis, on es reafirmava el dret del recurs dels nuclis reials a continuar utilitzant les imposicions.
... Per què, si a morir havem, hajats per cert que no morrem ací, ans volem que vosaltres tots, prelats e clergues e cavallers e hòmens de ciutats e de viles, nos seguiscats a Saragossa, si cavalcant o a peu o en canusts si sabiets tots anar, e que allí, o per tenir corts o per que es vulla, estigam per viure o per morir. E d'açò vos requerim, e açò diem, ab tota aquella meior expressió de cor que podem, e ab gran dolor que havem de la perdició nostra e vostra.
Per fí, el 6 de febrer de 1363 els tractadors anuncien l'oferta acordada: 137.000 lliures —que es quedaren en 130.000 lliures— de Catalunya i el regne de Mallorca, 60.000 lliures d'Aragó i 53.000 lliures del regne de València. El 9 de febrer, catalans i mallorquins arribaven a un acord sobre el compartiment entre els seus braços, però aragonesos i valencians es mantingueren enfrontats; i així, el rei, fart d'esperar, l'11 de febrer pronuncia un discurs davant l'assemblea, que mou als braços dels regnes d'Aragó i de València, dos dies després, a cedir al rei la decisió sobre els seus compartiments.
Catalunya i el regne de Mallorca presenten els capítols que regulen la donació, i posteriorment són aprovats pels braços eclesiàstic, nobiliari i de cavallers, per un costat, i reial, per altre, del regne d'Aragó, i conjuntament pels tres braços valencians, introduint petites variacions que no modificaven el fons de la proposta inicial. Aquests capítols, a banda de regular l'obtenció dels diners mitjançant el fogatge, suposaren la creació d'un nou impost, les generalitats, que gravava la producció i venda de draps de llana i l'entrada i sortida de determinats productes al seu pas per les fronteres. Els promotors d'aquest nou impost, la burgesia catalana, pretenien establir una política econòmica clarament proteccionista, estructurada en quatre parts: prohibició de la importació de teixits estrangers, reestructuració de la indústria tèxtil, control de l'exportació de determinats productes, i control dels representants dels estaments de les Corts, els diputats, del sistema fiscal, sense participació reial. Aquests capítols també inclouen peticions dels estaments, veritable normativa paccionada, aprovades totalment o amb objeccions parcials, pel rei, i en molts casos acabaren essent incloses en les diverses recopilacions forals.
| «                             | E continuam les dites corts tro al dotzen dia del mes de abril de l'any de la nativitat de Nostre Senyor M.CCC.LXIII. E fon a Nos feta proferta molt gran per socórrer a les necessitats de la dita guerra. Y feta la dita proferta, licenciam les dites cort,... | » |
| — Pere el Cerimoniós, Crònica | |   |

## Corts d'Aragó
Foren presents, pel braç reial, les ciutats de Saragossa, Osca, Tarassona, Jaca i Terol, i les viles de Daroca, Comunitat de Daroca, Alcanyís, Borja, Magallón, Almudébar i Montalbán; pel braç eclesiàstic assistiren els bisbes de Tarassona i Osca, els vicaris generals de l'arquebisbat de Saragossa i del bisbat de Sogorb-Albarrasí, els abats de Montaragó i Roda, els procuradors dels monestirs de Piedra i Veruela, el comanador de Montsó, el lloctinent de la castellania d'Amposta, i el procurador del mestre de Calatrava; pel braç noble, 11 membres; i pel braç dels cavallers, 8 membres.
Per a establir el compartiment del donatiu es presentaren dues propostes, la de les universitats reials per una banda, i la dels altres tres estaments per una altra. La decisió reial per a la distribució del pagament de les 60.000 lliures entre els distints braços fou discutida pel braç reial, per abusiva. Així, el reialenc, incloent Alcanyís i Montalbán, pagaria 28.000 lliures; el braç eclesiàstic, 17.000; els nobles, 12.000; i els cavallers, 3.000. A més a més, el pagament que corresponia a les zones ocupades pels castellans, l'hauria de pagar el braç al qual pertanyia el territori. La proposta aragonesa no establia la forma de recaptació, però quant a la gestió dels diners, fou semblant a l'establerta per a Catalunya, amb collidors residents a Saragossa que recaptarien i administrarien els diners, 6 diputats encarregats d'acordar i pagar l'exèrcit, i uns comptadors que controlarien el comptes dels primers, amb total autonomia en la gestió i la distribució dels diners.
El 5 de març de 1363 es publicaren sis furs: quan es presente una escriptura en un litigi no s'està obligat a tornar-la a presentar, si no és en una publicació de provança o si hi ha indicis de falsedat; els judicis de menys de 20 sous seran verbals; els notari generals inclouran el seu domicili en les escriptures que atorguen; es prohibeix el cobrament del dret de pas de ramats (carneraje) en els llocs on no estava establit d'antic; el jutge, auditor o relator que accepte un sou de qualsevol part d'un litigi, serà apartat del seu ofici per un any; i el litigant que al·legant una excepció, fos vençut en aquesta, haurà de pagar la totalitat de les costes.

## Corts catalanes
A aquestes Corts són convocats, com a totes les assemblees generals catalanes, els prelats, religiosos, persones eclesiàstiques i procuradors dels capítols catedralicis; els infants, comtes, vescomtes, barons, rics homes, cavallers i homes de paratge; i els procuradors i síndics de les ciutats, viles i llocs reials; del principat de Catalunya i del regne de Mallorca.
El donatiu de Catalunya i Mallorca, publicat a la vila de Montsó el 16 de març de 1363, fou doble: 130.000 lliures anuals durant dos anys i set mesos, utilitzant el fogatge establert a les Corts de Cervera de Cervera de 1358, aportades meitat per meitat entre els braços militar i eclesiàstic i les illes de Menorca i d'Eivissa, per una banda, i el braç reial i l'illa de Mallorca, per altra; i un nou impost, les generalitats. Per la seva complexitat, aquesta ajuda fou encomanada a 20 representants (8 del braç reial i 6 dels altres dos), dels quals, 11 (i un més de Mallorca) s'encarregarien de recol·lectar i distribuir els diners, 6 que dirigirien la contractació i el pagament dels homes a cavall, i 3 oïdors que controlarien els comptes dels primers.
Aconseguit el donatiu, el rei concedeix 41 constitucions i dos actes de cort, que tracten sobre regulacions de les activitats dels oficials reials (veguer, governador, escrivans de la cort), sobre herències, sobre el funcionament judicial, sobre oficis urbans (advocats, metges, notaris, ofials de notaria, porters, escrivans), i sobre mercats i queviures.

## Corts valencianes
Dels tres estaments, són presents 9 localitats (València, Xàtiva, Morella, Borriana, Morvedre, Alzira, Alpont, Ademús i Castellfabib); del braç eclesiàstic són presents 9 membres o els seus representants (el bisbe de València, els abats de Benifassà, Poblet, la Valldigna i Santa Maria del Puig, el capítol de la seu de València, els mestres de Montesa i Calatrava, i el comanador de Montalbán); i pel braç nobiliari són convocats 48 membres, entre nobles i cavallers, dels quals només 23 eren presents al començament de les Corts.
El donatiu del regne de València segueix l'estructura administrativa i les facultats concedides als estaments en la gestió de la recaptació, tal com es va aprovar en les Corts de València de 1360. Però ara, seguint el model català i aragonés, es nomenen 3 clavaris amb residència a València encarregats de rebre els diners i distribuir-los; i 5 diputats, assessorats per 4 consellers, per a contractar, pagar l'exèrcit, i controlar els clavaris. La recaptació del donatiu, igual que per a Catalunya, conté dues modalitats, un impost directe o pagament per poblacions, i un nou impost indirecte, les generalitats.
El braç reial aconsegueix que el rei els concedeixi, el 16 de gener de 1363, un important privilegi, on confirma les imposicions fetes en el decurs de la guerra contra Castella i els dona la lliure potestat d'imposar noves cises per fer front al deute derivat d'aquella guerra i a altres despeses i s'establia clarament que tothom hi estava obligat a
contribuir. Respecte als furs aprovats en Corts, publicats el 8 de març, tracten una variada temàtica, predominant els furs relacionats amb el funcionament de la justícia i el dret privat. També es demana alguna llibertat, i el control dels abusos dels oficials reials (governador, batlle general, capitans de la guerra). Destaca, per sobre els altres furs aprovats, la reiteració de l'obligatorietat de convocar Corts generals cada tres anys, i aquesta vegada l'incompliment implicava la denegació per part dels estaments del regne de concedir al rei cap subsidi.